# Піонерський
Піонерський (до 1946 року — Нойку́рен, нім. Neukuhren, пол. Kurowo, лит. Kuršiai) — місто-курорт і морськой порт — в Калінінградській області Росії. 
| Росія | Це незавершена стаття з географії Росії. Ви можете допомогти проєкту, виправивши або дописавши її. |